# Behuria magdalenensis
Behuria magdalenensis är en tvåhjärtbladig växtart som först beskrevs av Alexander Curt Brade, och fick sitt nu gällande namn av Tavares och José Fernando Andrade Baumgratz. Behuria magdalenensis ingår i släktet Behuria och familjen Melastomataceae. Inga underarter finns listade i Catalogue of Life.